# 愛愛全都錄
《愛愛全都錄》（英語：Celebrity Sex Tape）是一部2012年美國性喜劇電影，由史考特·惠勒執導。電影由The Asylum製作和發行，2012年2月2日在美國發行。

## 劇情
一群大學生為了還債而打算拍攝多段性愛影片上傳至網上，以賺取流量財，但卻意外地走出另一片天。

## 演員
- 傑克·卡利森飾罗斯·甘斯
- 霍華德·蔡飾關
- 強納森·布瑞特飾艾德
- 科爾伯特·達朗貝爾飾马库斯
- 安德烈·梅多斯飾道格
- 艾蜜莉·愛迪生飾艾蜜莉
- 黛安娜·泰拉諾娃飾樂莎
- 安吉·薩維奇飾安娜·威廉姆斯
- 艾麗卡·喬丹飾黛比·巴拉德
- 凱莉·納許飾白兰地

## 發行
電影在美國於2012年2月2日上映，而臺灣則於2014年11月14日以DVD首映的方式發行（與大部分的國家相同）。

## 外部連結
- 互联网电影数据库（IMDb）上《愛愛全都錄》的资料（英文）
- 豆瓣电影上《愛愛全都錄》的資料 （简体中文）